# Sierra Leone
Sierra Leone (deutsch [siˈɛʁa leˈoːnə], englisch [sɪˈɛəɹə lɪˈoʊn]), offiziell Republik Sierra Leone (englisch Republic of Sierra Leone), ist ein Staat in Westafrika, der im Norden und Osten an Guinea, im Südosten an Liberia und im Westen an den Zentralatlantik grenzt. Die Hauptstadt und größte Stadt des Landes ist Freetown.
Im Gegensatz zu der weiter nördlich gelegenen Sahelzone bestanden im Gebiet des heutigen Sierra Leone keine Großreiche wie das Malireich. Im 17. Jahrhundert dominierten die Engländer den Sklavenhandel an der sierra-leonischen Küste. 1808 wurde die Halbinsel Freetown Peninsula formell zur britischen Kronkolonie erklärt. Nachdem das Land 1961 die Unabhängigkeit von Großbritannien erlangt hatte, wurde es knapp zehn Jahre später nach heftigen Kontroversen zur Republik erklärt.
Nach einem Jahrzehnt blutigen Bürgerkrieges von 1991 bis 2002, der zehntausende Todesopfer forderte, ist das Land mit seinem Wiederaufbau und der Aufarbeitung der jüngeren Geschichte beschäftigt. Das Land ist hoch verschuldet und zählt zu den ärmsten Ländern der Welt. Die 2014 ausgebrochene Ebolafieber-Epidemie hat die humanitäre Notlage weiter verschlimmert. Das Entwicklungsprogramm der Vereinten Nationen zählt Sierra Leone zu den Ländern mit geringer menschlicher Entwicklung.

## Etymologie und Verwendung des Namens
Der portugiesische Entdecker Pedro da Cintra erreichte die sierra-leonische Küste im Jahre 1460. Der von da Cintra verliehene Name Serra Lyoa stammt aus dem Portugiesischen und bedeutet „Löwengebirge“. Er bezog sich ursprünglich nur auf die gebirgige Region südlich von Freetown, wurde aber schon kurze Zeit nach der Entdeckung als Toponym für den ganzen Küstenabschnitt der heutigen Western Area verwendet.
Wie Duarte Pacheco Pereira mitteilt, hatte da Cintra nach eigener Auskunft den Gebirgszug so benannt, weil ihm die Gebirgslandschaft „rau und wild“ erschien und er damit metaphorisch einen Löwen assoziierte. Im Laufe des 16. Jahrhunderts wurde der Name von englischen Seeleuten in Sierra Leoa und später in Sierra Leone geändert.
Laut StAGN heißen im deutschsprachigen Raum Personen dieses Landes Sierra-Leoner oder Sierra Leoner.

## Geographie

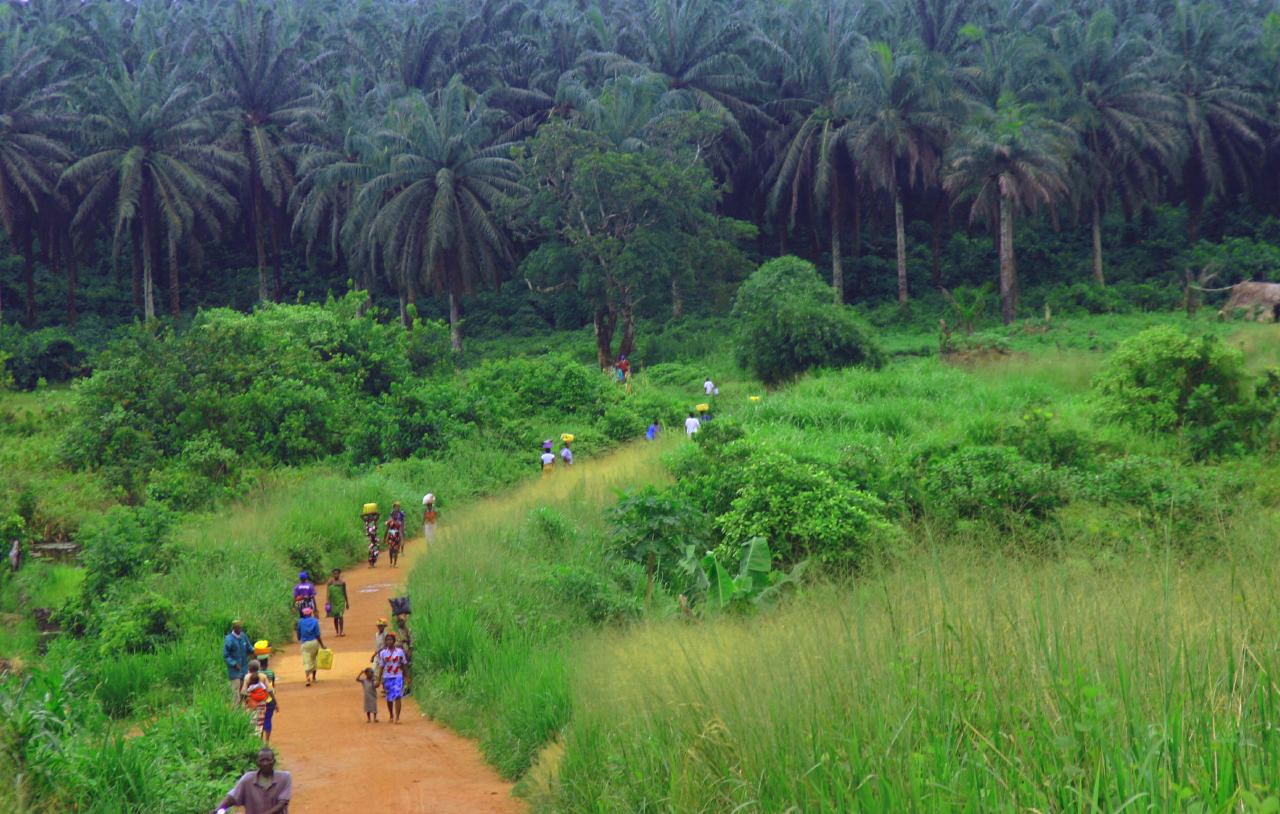
Weg von Kenema nach Kailahun

Das Land liegt in Westafrika an der westafrikanischen Atlantikküste und besetzt die Breitengrade von 7°–10° nördlicher Breite und die Längengrade von 10°–13° westlicher Länge.
Sierra Leone grenzt im Nordwesten, Norden und Nordosten an Guinea und im Südosten an Liberia. Im Westen und Südwesten liegt der Atlantik. Die Landesgrenzen sind insgesamt 1495 Kilometer lang, davon 794 Kilometer mit Guinea und 299 Kilometer mit Liberia. Die Küstenlänge beläuft sich auf 402 Kilometer.
Eine bis zu 110 Kilometer breite Ebene zieht sich an der Küste entlang, auf der Freetown Peninsula erheben sich die Löwenberge (portugiesisch Serra Lyoa) mit dem Picket Hill als höchster Erhebung (888 Meter). Einigen Küstenregionen sind bis zu 112 km lange Sandbänke vorgelagert. Hinter der feuchten Küstenebene beginnt das zum Teil landwirtschaftlich genutzte Waldgebiet. Das Land steigt zu den östlichen Guinea Highlands an, einem Hochplateau mit Erhebungen von über 1830 Meter in den Loma Mountains und Tingi Hills. Der höchste Berg ist der Bintumani mit 1948 Meter.
Die wichtigsten Inseln und Inselgruppen sind:
- Banana Islands
- Turtle Islands
- Sherbro-Insel
- Inseln, z. B. Tasso und Bunce, im Mündungsgebiet des Sierra Leone River

### Klima

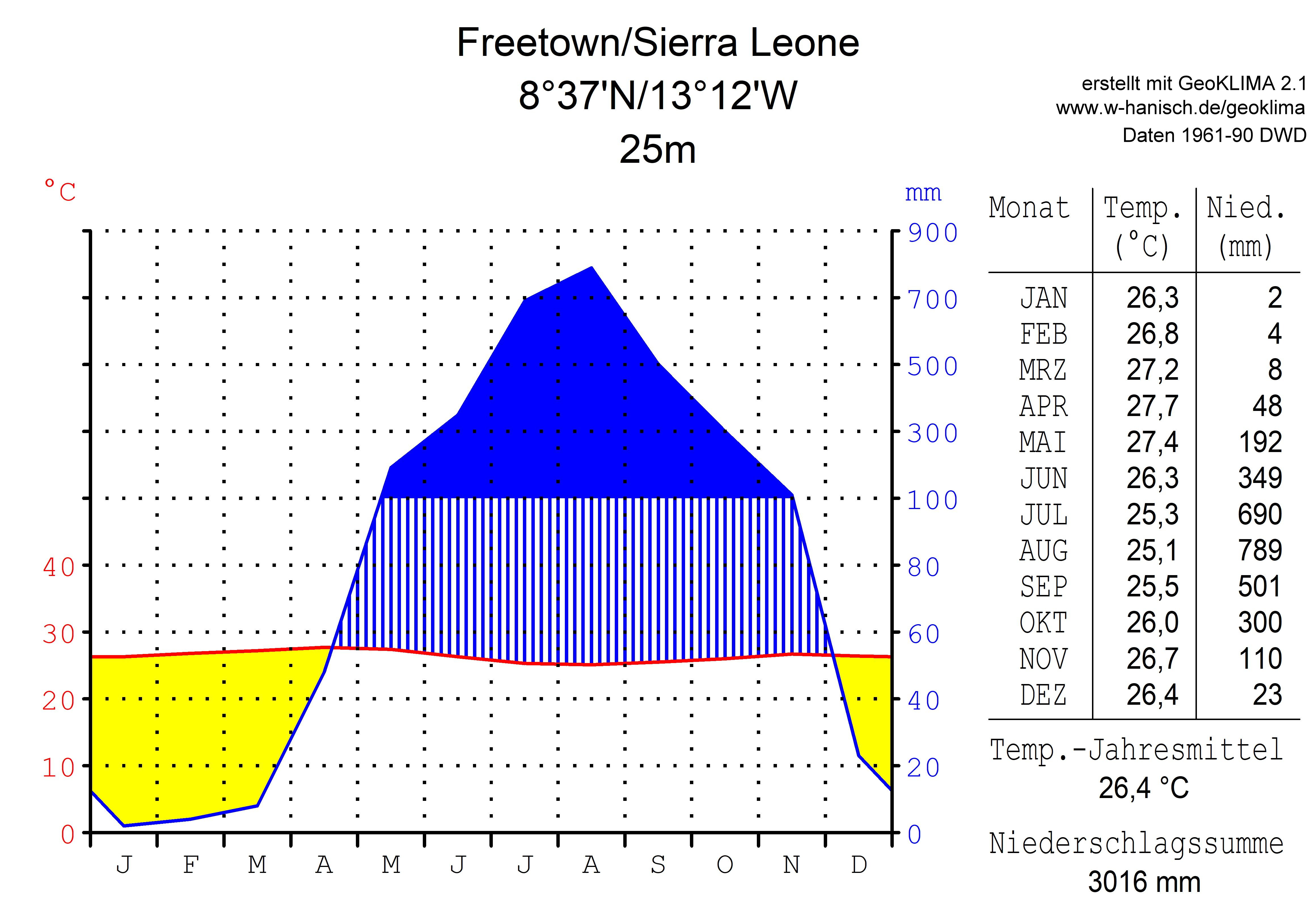
Klimadiagramm Freetown

Das Klima ist tropisch-feucht mit Niederschlägen bis zu 5000 Millimeter (entspricht Liter pro m²) pro Jahr an den Küstenregionen und gehört damit zu den feuchtesten Regionen Westafrikas. Das Jahr unterteilt sich in eine Regen- und eine Trockenzeit. Da Sierra Leone nördlich des Äquators liegt, beginnt die Regenzeit des westafrikanischen Monsuns Mitte Mai und ist gekennzeichnet durch tägliche Gewitter und Regenfälle. In den Monaten August und September kann es auch ununterbrochen regnen.
Mitte Oktober beginnt die Trockenzeit, Niederschläge werden seltener. Im Dezember und Januar ist das Klima durch den Harmattan geprägt, einen Wind aus der Sahara, der Staub und kühle Luft mit sich bringt. Februar, März und April sind die heißesten Monate mit seltenen Niederschlägen.
Die durchschnittlichen Temperaturen liegen im Norden des Landes in Kabala bei 25,5 °C, im Süden in Bo liegen sie zwischen 20 und 37 °C, an der Küste in Freetown zwischen 23 und 32 °C. Das Küstenklima in Freetown ist tendenziell milder und angenehmer als im Inland.
Wegen des Harmattans sprechen die Einheimischen auch von drei Jahreszeiten: rainy season (Regenzeit), harmattan season (windige Zeit) und dry season (Trockenzeit).

### Flüsse

Karte der größten Flüsse in Sierra Leone

Das gesamte niederschlagsreiche Land entwässert überwiegend relativ geradlinig von Nordosten nach Südwesten in den Atlantik. Die meisten Flüsse in Sierra Leone sind kleinere bis mittlere Küstenflüsse oder deren Nebenflüsse. Es gibt sieben größere Flüsse, von denen sechs ihr Quellgebiet in, beziehungsweise an der Grenze, zu Guinea haben. Der Mano und der Moa entspringen auf oder am Rand der Hochebene von Beyla, der Little Scarcies (Kava; Kaba) und der Great Scarcies (Kolenté) auf beziehungsweise am Rande des Fouta Djallon. Dabei bilden der Great Scarcies, der Moa, der Mano und deren Nebenflüsse, Teile der südlichen und nördlichen Landesgrenze. Die nordöstliche Landesgrenze entspricht der Einzugsgebietsgrenze zum Fluss Niger, wo die beiden Flüsse Rokel (Seli) und Sewa ihre Quellgebiete haben. Ausnahme ist der Taia (Jong; Taye), der mitten im Land seine Quellen hat.
Eine Besonderheit der Region ist, wie auch in den benachbarten Ländern, dass die Flüsse häufig in Ästuare wie den Sherbro oder den Sierra Leone River münden.

### Flora
Sierra Leone verfügt aufgrund unterschiedlichster Habitate von Küstengebieten über Mangrovensümpfe und Savannen bis zum primären und sekundären Urwald über eine reichhaltige Flora und Fauna. Im Norden befinden sich heiße Savannen, wo während der Regenzeit sogenanntes Elefantengras wächst. Im Süden findet sich niedriges Gras wieder, im Südosten befinden sich Regenwälder mit hohem Gras. Der Großteil dieser Regenwälder ist sekundär.

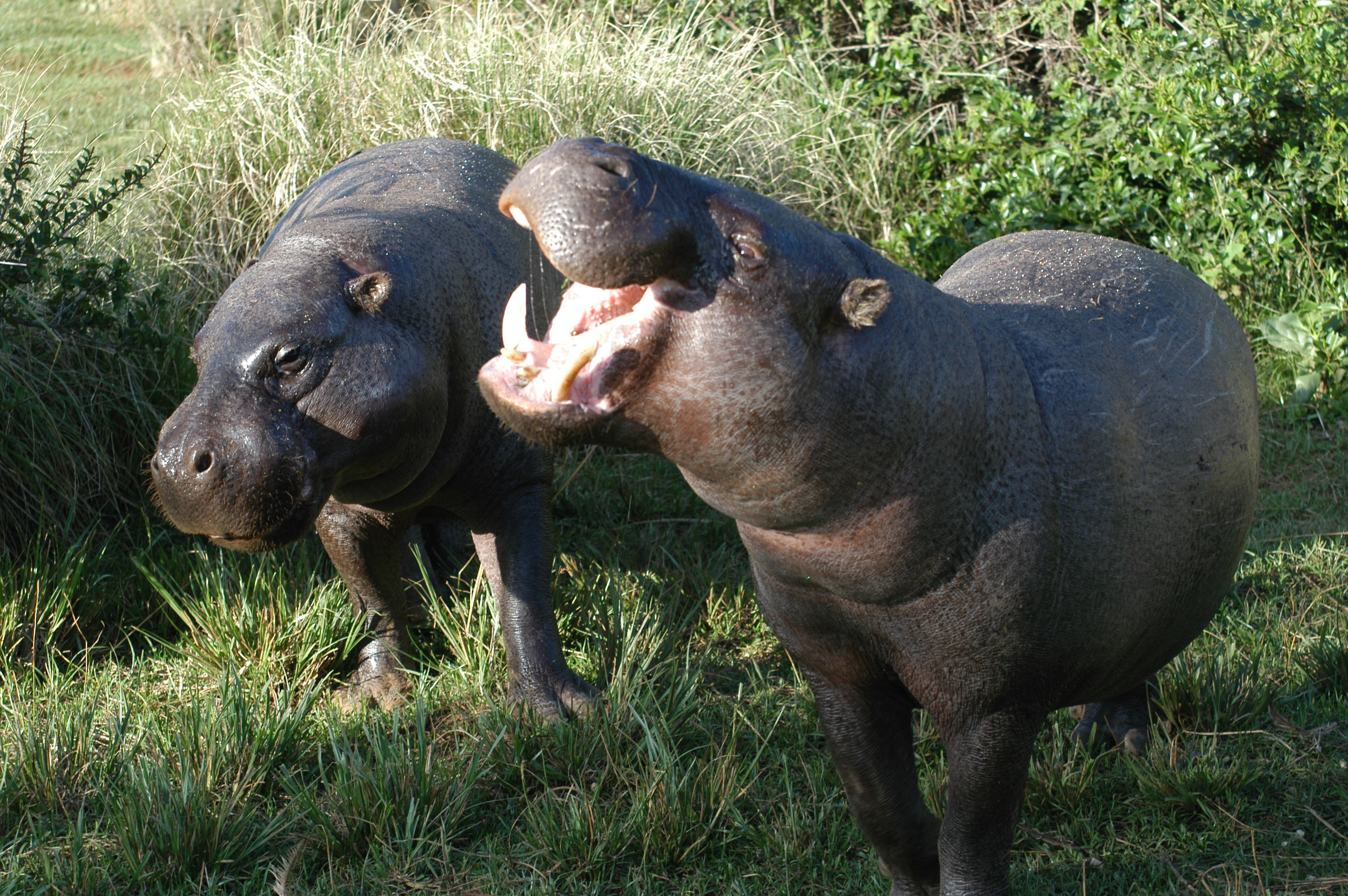
Zwei Zwergflusspferde

Wichtigster Baum im Sumpfland ist die Rote Mangrove, die bis zu 30 m Höhe erreicht. Die Ölpalme ist im ganzen Land verbreitet und wichtig für die Bevölkerung, da das Öl der Pflanze sowohl für den Eigenbedarf als auch für den Verkauf gebraucht wird. Weitere wichtige Nutzpflanzen sind Mangobäume, Rosenapfelgewächse, Guaven und Papaya (lokale Bezeichnung: „Pawpaw“).

### Fauna
Während des Bürgerkriegs wurden viele Wildtiere für sogenanntes Bushmeat getötet. War bis vor dem Krieg die Fauna von Wildtieren geprägt, sind nach dem Bürgerkrieg nur noch kleine Populationen oder gar keine Vertreter übrig geblieben. Der größte Vertreter der Familie der Säugetiere ist der Elefant. Vereinzelt trifft man auf Zwergantilopen.
Das Zwergflusspferd kommt fast nur in Sierra Leone und dem Nachbarland Liberia vor, in Sierra Leone lebt es auf Tiwai Island und ist nur nachts anzutreffen. In den Flussläufen leben ebenfalls verschiedene Krokodilarten, die größte ist das Nilkrokodil. Weiterhin sind Panzer- und Stumpfkrokodile zu finden. Sierra Leone gilt als eines der artenreichsten Rückzugsgebiete von Primaten weltweit.

### Administrative Gliederung

Karte der Provinzen

Sierra Leone ist aufgeteilt in die vier Provinzen (Provinces; bis Mitte 2017 drei) Northern, North West, Southern und Eastern sowie das Gebiet (Area) um die Hauptstadt Freetown (Western Area). Die Western Area besteht aus der ehemals britischen Kronkolonie mit Freetown und der Halbinsel. Die Provinzen sind wiederum in insgesamt 16 Distrikte (bis Mitte 2014 14) und diese in 190 (bis Mitte 2017 149) Kommunalvolksgebiete (Chiefdoms) aufgeteilt. Die Chiefdoms besitzen eigene Zuständigkeiten hinsichtlich Polizeigewalt und Rechtsprechung.
| Provinz          | Hauptstadt | Fläche (2004) | Einwohner (2021) | Anzahl Distrikte |
| ---------------- | ---------- | ------------- | ---------------- | ---------------- |
| Eastern          | Kenema     | 15.553 km²    | 1.943.610        | 3                |
| Northern         | Makeni     |               | 1.316.831        | 4                |
| North West       | Port Loko  |               | 1.186.323        | 3                |
| Southern         | Bo         | 19.694 km²    | 1.830.881        | 4                |
| Western (Gebiet) | Freetown   | 557 km²       | 1.271.330        | 2                |

## Bevölkerung

### Demographie
2021 hatte Sierra Leone 7,55 Millionen Einwohner. Das jährliche Bevölkerungswachstum betrug 1,04 %. Die Gesamtbevölkerung hat sich von 1963 bis 2021 nahezu vervierfacht und seit 1985 mehr als verdoppelt. Zum Bevölkerungswachstum trug ein Geburtenüberschuss (Geburtenziffer: 30,8 pro 1000 Einwohner vs. Sterbeziffer: 8,9 pro 1000 Einwohner) bei. Die Anzahl der Geburten pro Frau lag 2022 statistisch bei 3,9, die der Region West- und Zentral-Afrika betrug 4,9. Die Lebenserwartung der Einwohner Sierra Leones ab der Geburt lag 2022 bei 60,4 Jahren. Der Median des Alters der Bevölkerung lag im Jahr 2021 bei 18,8 Jahren. Im Jahr 2023 waren 38,5 Prozent der Bevölkerung unter 15 Jahre, während der Anteil der über 64-Jährigen 3,2 Prozent der Bevölkerung betrug.
Die Bevölkerungsdichte in Sierra Leone ist sehr unterschiedlich. Der Western Area (einschließlich Freetown) hat eine Bevölkerungsdichte von 2700 Personen pro Quadratkilometer. Der flächenmäßig größte Bezirk des Landes, Moyamba, hat eine Dichte von etwa 46 Personen pro Quadratkilometer. Insgesamt beträgt die Bevölkerungsdichte in Sierra Leone 99 Personen pro Quadratkilometer.

### Bevölkerungsstruktur

Geographische Verteilung der Ethnien in Sierra Leone

Die Bevölkerung setzt sich aus offiziell 15 verschiedenen ethnischen Gruppen mit ebenso vielen Sprachen zusammen. Zwar gibt es seit der Kolonialisierung Bemühungen, eine nationale Identität zu schaffen, jedoch bleibt der wichtigste Bezugsrahmen für die meisten Einwohner die Familie und ihre Kultur. Die Mehrheit der Bevölkerung stellen die Temne und Mende dar.
Im Jahre 2017 waren 1,3 % der Bevölkerung Ausländer. Nach Angaben der World Refugee Survey 2008 lebten in Sierra Leone 8700 Flüchtlinge und Asylsuchende. Diese kamen fast alle aus dem Nachbarland Liberia.

### Sprachen
Außer der Amtssprache Englisch gibt es in Sierra Leone viele weitere Sprachen, die vor allem von den jeweiligen Ethnien gesprochen werden. Etwa 10 Prozent sprechen das auf dem Englischen basierende Krio als Muttersprache; zudem dient es für die Mehrheit der Bevölkerung als Lingua Franca. Die temnische Sprache wird von 30 Prozent der Bevölkerung als Muttersprache gesprochen. Das Mende ist im Süden des Landes verbreitet. Weitere Sprachen sind Kono, Kissi, Limba, Susu, Bassa, Bom, Gola, Jalonke, Kirim, Fulfulde, Sherbro und Vai.
Ob das Bengali zu Ehren der bangladeschischen Friedensmission seit 2002 als offizielle oder Minderheitensprache Sierra Leones anerkannt sei, ist umstritten.

### Religion

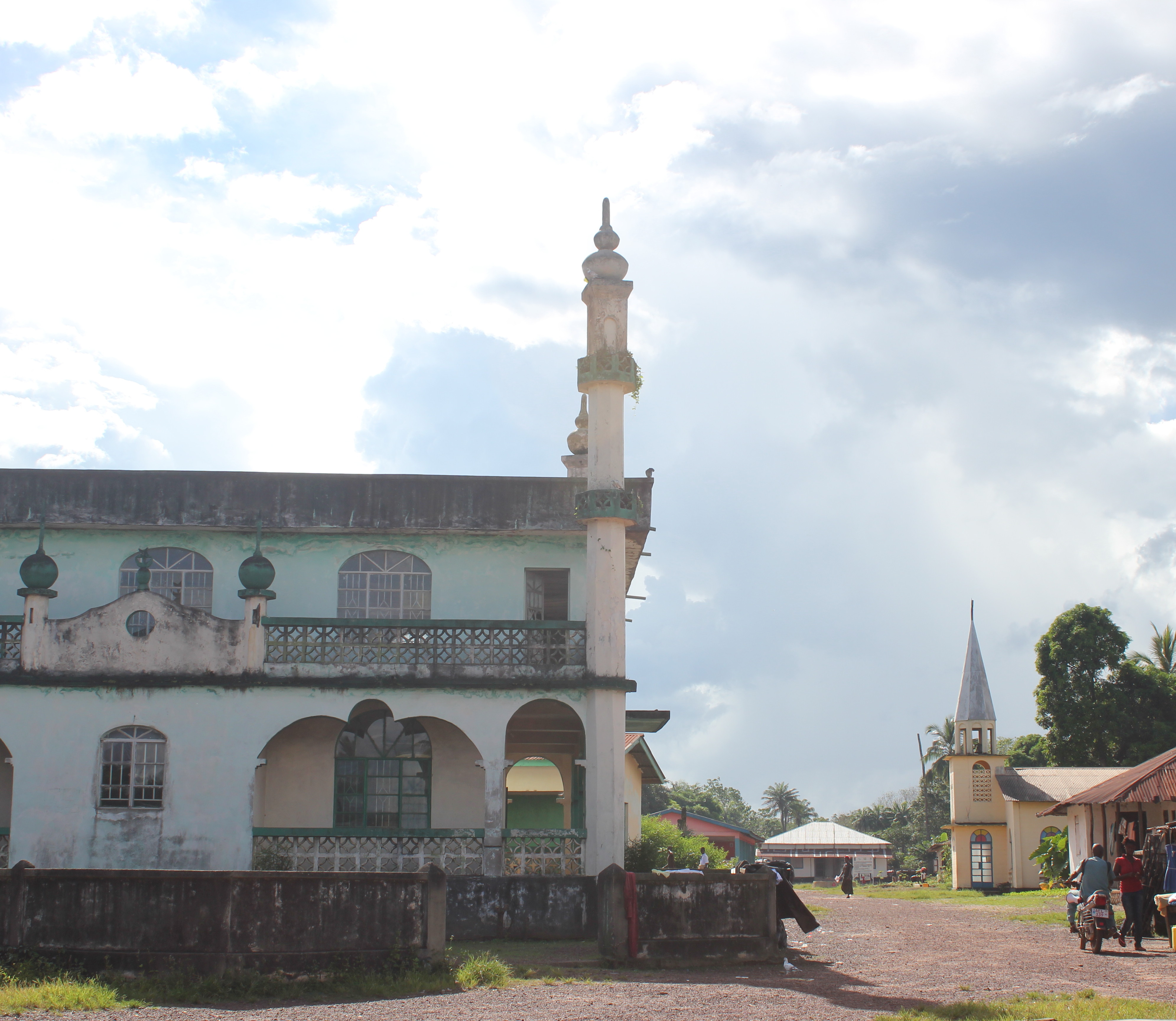
Moschee und Kirche in Sierra Leone

In Sierra Leone sind mehr als drei Viertel aller Bewohner muslimischen Glaubens, etwa 20 Prozent folgen christlichen Glaubensrichtungen. Traditionelle Religionen spielen kaum eine Rolle.

### Bildung

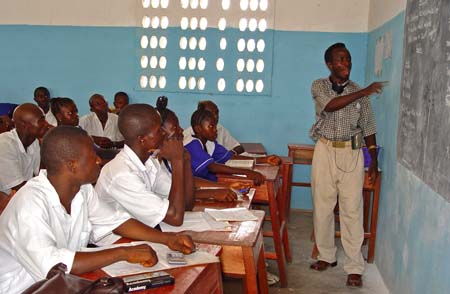
Eine Sekundärschulklasse in Pendembu, Kailahun Distrikt

In Sierra Leone gilt auf Grundlage der Verfassung und des Bildungsgesetzes eine neunjährige Schulpflicht. Allerdings macht ein Mangel an Schulen und Lehrern die Einhaltung der Schulpflicht kaum möglich. Die Alphabetisierungsrate betrug 2015 48,1 % der erwachsenen Bevölkerung (Frauen: 37,7 %, Männer: 58,7 %). In Sierra Leone stieg die mittlere Schulbesuchsdauer von 1,6 Jahren im Jahr 1990 auf 3,5 Jahre im Jahr 2017 an. Im August 2018 wurde die kostenlose Bildung im Primar- und Sekundarsektor angekündigt. Eltern, die ihre Kinder dennoch nicht zur Schule schicken, wurde mit Haftstrafen gedroht.

Das sierra-leonische Schulsystem orientiert sich an dem Großbritanniens. Im Idealfall besuchen die Schüler für sechs Jahre die Primary School (Grundschule), dann für drei Jahre die Junior Secondary School (Sekundarstufe I), anschließend für ebenfalls drei Jahre die Senior Secondary School (Sekundarstufe II) und abschließend vier Jahre lang die Tertiary Education (Tertiäre Stufe) oder eine Universität. 

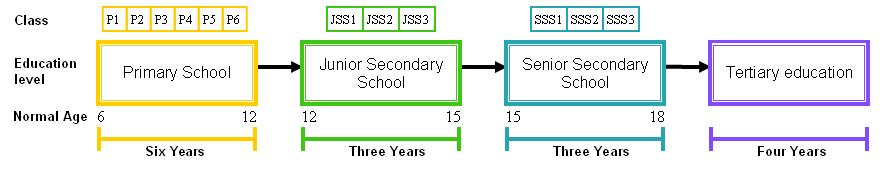
Struktur des Bildungswesens in Sierra Leone

Im Land befinden sich mehrere Universitäten. Das Fourah Bay College wurde im Jahre 1827 gegründet und ist die älteste Universität in Westafrika, die Universität von Makeni wurde ursprünglich im September 2005 als The Fatima Institut gegründet, und die Njala Universität in Bo wurde im Jahr 1910 als landwirtschaftliche Versuchsstation gegründet und 2005 zu einer Universität umstrukturiert. Heute gibt es in den größeren Städten weiterführende Colleges und technische Institute, die jedoch keinen international anerkannten Hochschulabschluss anbieten können. Dies ist den Universitäten von Sierra Leone vorbehalten.
Während des Bürgerkriegs in Sierra Leone wurden über 1270 Schulen zerstört und 2001 besuchten nur rund ein Drittel der Schulpflichtigen die Schule. Zwischen 2001 und 2005 hat der Wiederaufbau vieler Schulen seit dem Ende des Krieges zu einer Verdopplung der Grundschüler geführt.
Mit Stand Mai 2020 gibt es etwa 1600 Vorschulen, 7000 Grundschulen, 1500 Schulen der Sekundarstufe I und 581 Schulen der Sekundarstufe II. 4750 von diesen werden durch religiöse Gemeinschaften oder privat betrieben und 2300 durch den Staat bzw. Kommunen.

### Gesundheit

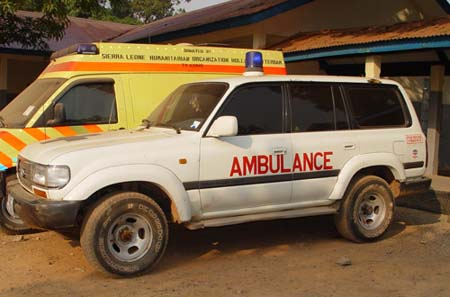
Krankenwagen

Das staatliche Gesundheitswesen in Sierra Leone ist unzureichend ausgebaut und entspricht in keinem Bereich internationalen Anforderungen an Ausstattung und Hygiene. Die Gesundheitsausgaben des Landes betrugen im Jahr 2021 8,6 % des Bruttoinlandsprodukts. Im Jahr 2018 praktizierten in Sierra Leone 0,7 Ärztinnen und Ärzte je 10.000 Einwohner. Große Teile der Bevölkerung haben kaum Zugang zu ausreichender Gesundheitsversorgung, vor allem in ländlichen Regionen. Neben der unzureichenden finanziellen Ausstattung ist Korruption ein großes Problem. Die Gesundheitsversorgung wird zum Teil von Nichtregierungsorganisationen geleistet.
Die Säuglingssterblichkeit ist im weltweiten Vergleich sehr hoch, wenngleich sie seit Jahrzehnten sinkt. Bis 2008 war sie die höchste weltweit. Die Müttersterblichkeit war 2015 mit 1360 von 100.000 Müttern extrem hoch und weltweit einmalig. Untersuchungen von 2018 bis 2020 ergaben jedoch eine Müttersterblichkeit von 510 von 100.000 Lebendgeburten. Bei Komplikationen während der Geburt ist ein Krankenhaus und die notwendige Hilfe häufig nicht schnell genug erreichbar. 2010 wurde daher mit der Unterstützung des Vereinigten Königreiches und der UN ein Programm zur kostenlosen Versorgung von schwangeren Frauen und Müttern mit Kindern unter fünf Jahren eingeführt. Die Sterblichkeit bei unter 5-jährigen betrug 2022 100,8 pro 1000 Lebendgeburten.
Die Lebenserwartung der Einwohner Sierra Leones ab der Geburt lag 2022 bei 60,4 Jahren (Frauen: 61,7, Männer: 59,1). Die Lebenserwartung stieg von 45,1 Jahren im Jahr 2000 bis 2022 um 34 %.
Die Wasserversorgung stellt in Sierra Leone ein großes Problem dar. 2017 hatten knapp 76 Prozent der Stadtbevölkerung und 50 Prozent der Landbevölkerung bzw. insgesamt 61 Prozent der Gesamtbevölkerung Zugang zu einer verbesserten Wasserquelle. Die Wasserversorgung in ländlichen Gebieten ist fast nur durch Brunnen möglich. 50 Prozent der Landbevölkerung lebt von Oberflächenwasser. Nur 20 Prozent der städtischen und 1 Prozent der ländlichen Bevölkerung haben Wasserrohre in ihrem Haus.
In Sierra Leone kommen immer wieder Epidemien von Gelbfieber, Cholera, Lassa-Fieber und Meningitis vor. Malaria ist ebenfalls weit verbreitet. Die Rate der HIV-positiven Erwachsenen wird mit etwa 1,4 Prozent (Stand 2017) angegeben.
Seit Anfang 2014 breitete sich in Sierra Leone, Liberia und Guinea das häufig tödlich endende Ebolavirus aus. Es handelt sich um die größte Ebolafieber-Epidemie seit Entdeckung des Virus im Jahr 1976. Am 7. November 2015 wurde das Land von der Welt-Gesundheitsorganisation WHO Ebola-frei erklärt, nachdem es 42 Tage lang keine Neuansteckungen gegeben hatte. Bis dahin starben 3589 Menschen.
Laut offiziellen Angaben sind (Stand 1. September 2021) nur 121 Menschen an COVID-19 gestorben. Nur rund 20 Prozent der 15- bis 19-jährigen Frauen nutzen Verhütungsmittel.

## Geschichte

### Frühere Besiedlung
Archäologische Funde zeigen, dass das Gebiet Sierra Leones bereits seit Tausenden von Jahren besiedelt ist. Die Bullom gehören mit den Lokos zu den ersten Einwohnern des heutigen Gebietes von Sierra Leone. Bis zum 14. Jahrhundert waren die Krims und die Golas auch dort ansässig. Erst während des 15. Jahrhunderts drangen die Mende und Temne in je zwei aufeinanderfolgenden Wellen in die Bullom- und Lokogebiete ein. Mitglieder der Mende wanderten im 18. Jahrhundert aus Liberia aus und ließen sich im Süden Sierra Leones nieder. Im 19. Jahrhundert rückten die Yalunkas und die Fullas in die nördlichen Gebiete ein und verdrängten die anderen Ethnien nach Süden und Osten.

### Entdeckung und Sklavenhandel
1440 erreichte der erste Europäer, der portugiesische Seefahrer Gil Eanes, die Küste Sierra Leones. 1462 benannte der Portugiese Pedro da Cintra den zerklüfteten (wild aussehenden) Gebirgszug an der Küste Serra Lyoa, also „Löwenberge“, woraus der Name des Staates entstand, der heute auf Portugiesisch Serra Leoa und auf Spanisch Sierra Leona geschrieben wird.

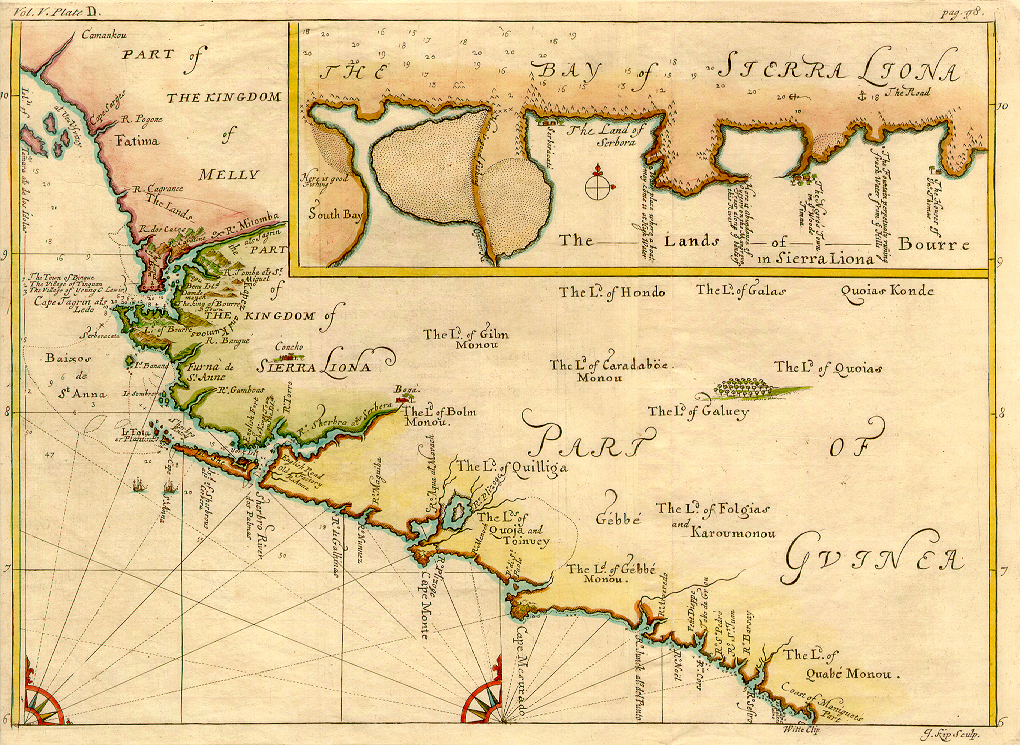
Karte von Sierra Leone, 1732

Mit der Ankunft der Portugiesen in Sierra Leone und der Eroberung von Teilen des amerikanischen Kontinents durch die Europäer bestand eine Nachfrage nach Arbeitskräften, die mit Sklaven aus Westafrika gedeckt wurden. 1562 begann er mit dem ersten Sklavenschiff des englischen Händlers John Hawkins. Engländer dominierten fortan den Sklavenhandel an der westafrikanischen Küste, ab 1672 war es die British Royal African Company, welche befestigte Stützpunkte an den Inseln Bunce und Sherbro errichteten. Viele Sklaven versuchten ihr Schicksal selbst in die Hand zu nehmen und kämpften für ihre Freiheit. Ein bekanntes Beispiel war der ehemalige Sklave Sengbe Pieh, dessen Geschichte in Buchform veröffentlicht und verfilmt wurde. Mit seinem Aufstand auf dem Schiff Amistad gewann er viele Abolitionisten.

### Islamisierung
Anfang des 18. Jahrhunderts breitete sich im nördlich gelegenen Gebiet des heutigen Guinea eine kriegerische und missionarische Form des Islam aus und das Reich Fouta Djallon entstand. Der Norden Sierra Leones wurde zunehmend islamisiert, während die missionarischen Bemühungen der Europäer an der Küste nur geringe Erfolge zeigten.

### Die Errichtung der „Province of Freedom“ und die Kronkolonie des 19. Jahrhunderts
Ende des 18. Jahrhunderts lebten 5.000 bis 7.000 ehemalige Sklaven in englischen Städten und häufig in äußerster Armut. Die Abolitionisten entwickelten daraufhin die Idee, die ehemaligen Sklaven an einem Ort auf dem afrikanischen Kontinent anzusiedeln. Die Wahl fiel auf das Territorium der heutigen Hauptstadt Sierra Leones, Freetown. Hinzu kamen schwarze Loyalisten, die man – in Dankbarkeit für ihre Dienste in den britischen Kolonialtruppen – zunächst in Nova Scotia angesiedelt hatte, die sich dort aber (teils aufgrund von Anfeindungen durch ihre weißen Nachbarn) nicht halten konnten und so ebenfalls in die „Province of Freedom“ kamen, wie Sierra Leone damals genannt wurde. Neben der alten, später aufgegebenen Hauptstadt Granville Town gründeten die Nova Scotian Settlers Freetown.
Mit dem Verbot des Sklavenhandels durch Großbritannien 1807 und dem Beginn der regelmäßigen Kontrollfahrten britischer Kriegsschiffe vor der westafrikanischen Küste zur Unterbindung dieses Handels wuchs die Bevölkerung der Kronkolonie Sierra Leone beträchtlich. Befreite Sklaven, sogenannte „Recaptives“, wurden mit den Sklavenschiffen in ihre Kolonie zurückgebracht. Unter ihnen waren Zehntausende von Schwarzen aus sämtlichen Ländern der Westküste Afrikas, von Senegal bis Angola, die ihre je eigene Kultur mitbrachten. Obwohl die Neuangekommenen häufig Kenntnisse der tropischen Landwirtschaft mitbrachten, siedelten sich viele von ihnen nicht in den Dörfern um Freetown an, da die Gegend für die Landwirtschaft kaum geeignet war. Viele blieben in Freetown, arbeiteten dort als Handwerker und bildeten eine eigene kreolisierte Bevölkerungsgruppe. Andere handelten mit den Einwohnern des Hinterlandes. In Sierra Leone selbst saßen bereits seit 1808 Vertreter der kreolischen Bevölkerung im sogenannten Gouverneursrat der Kolonie. 1893 bekam Freetown einen eigenen Bürgermeister.

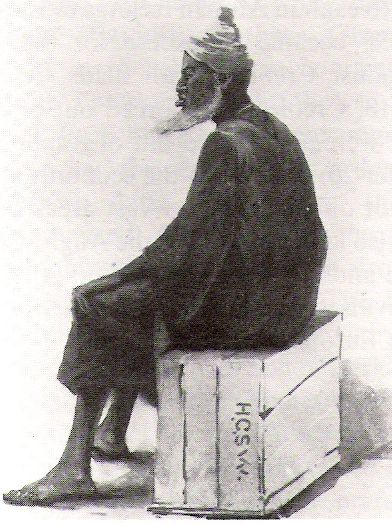
Bai Bureh, Führer des Temneaufstandes

### Mende-Temne-Krieg
Die lokale Bevölkerung begehrte wiederholt gegen die britischen Besatzer auf. Der Temne-Herrscher Bai Bureh (1840–1908) aus dem Norden des Landes gilt als der Anführer des Mende-Temne-Kriegs, der 1898 begann. Tatsächlich aber waren mehr ethnische Gruppen als die Mende und Temne im Krieg beteiligt.
Während die Briten die Absicht hatten, Bai Bureh gefangen zu nehmen, organisierte er einen zehnmonatigen Guerilla-Krieg gegen die britische Polizei und Armee. Das waren insbesondere die Kreolen. Mehrere hundert, nach anderen Angaben mehr als 1000 Menschen, überwiegend Kreolen und unter ihnen viele Frauen und Kinder, wurden getötet, bis der Porobund die Kämpfer anwies, die Frauen zu verschonen. Der Aufstand wurde schließlich von den britischen Kolonialherren niedergeschlagen, nachdem Bai Bureh gefunden worden war. Obwohl die Kreolen mitunter die Opfer des Krieges waren, stellten sie sich nach Kriegsende auf die Seite der Besiegten und unterstützen deren Forderungen. Bureh gilt heute als Nationalheld und ist auf vielen öffentlichen Abbildungen wiederzufinden.

### Unabhängigkeit
Die Verfassung von 1951 sah einen Legislativrat mit 30 teils direkt, teils indirekt gewählten Mitgliedern vor. Davon waren 20 Sitze entweder den Europäern vorbehalten oder gingen an die traditionellen Chiefs des Protektorats. Mitte der 1950er Jahre erlebte das Land vor dem Hintergrund rascher sozialer Umwälzungen schwere Unruhen. 1956 protestierten die 57 000 Diamantenschürfer erfolgreich gegen Konzessionsvergaben der Regierung an den Sierra Leone Selection Trust. 1956 wurde im Einvernehmen von Kolonialverwaltung und Regierung das allgemeine Wahlrecht in Sierra Leone eingeführt, und 1958 kam es zum Ausscheiden der letzten Briten aus der Regierung.
Eng verbunden mit der Entstehung des heutigen Staates ist der Name von Sir Milton Margai. Er führte Sierra Leone nach Verhandlungen mit Großbritannien über Verfassungsfragen am 27. April 1961 in die Unabhängigkeit und wurde für seine Partei Sierra Leone People’s Party (SLPP) erster Premierminister. 1930 hatte eine kleine Minderheit wohlhabender, gebildeter Frauen, die bestimmte Anforderungen an Eigentum und das Bezahlen von Steuern erfüllten, das Wahlrecht erhalten.
Mit der Unabhängigkeit wurde das allgemeine aktive und passive Wahlrecht am 27. April 1961 eingeführt. Nach Sir Milton Margais Tod 1964 übernahm sein Halbbruder Albert Margai das Amt des Premierministers. Gewaltsame Auseinandersetzungen führten jedoch wenige Tage vor der Unabhängigkeit zur Ausrufung des Ausnahmezustands. Später beruhigte sich die Situation. Im Jahr 1968 übernahm Siaka Stevens die Macht. Er trat 1985 zurück.

### Bürgerkrieg

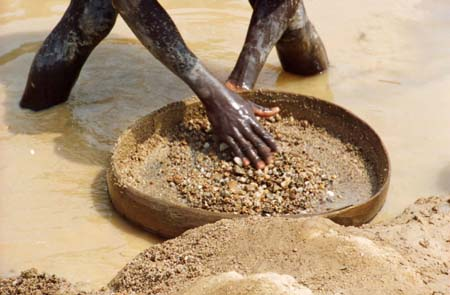
Diamantensuche in Sierra Leone

Sierra Leone ist reich an Diamanten und Rohstoffen; die Macht befand sich seit der Unabhängigkeit 1961 in den Händen weniger, die exklusiv von dem Diamantenreichtum profitierten und die Bevölkerungsmehrheit kaum daran teilhaben ließen. Die starke Benachteiligung einzelner Bevölkerungsgruppen führte immer wieder zu Protesten. Die Protestierenden kämpften dabei auch gegen die Einparteienherrschaft mit Siaka Stevens. Solche Proteste endeten häufig mit Eskalationen und schließlich mit Auswanderung einzelner Gruppen. Die Probleme des Staates verschärften sich noch während der anschließenden Regierungszeit Joseph Saidu Momohs in den 1980er Jahren.
1991 begann die Rebellenbewegung Revolutionary United Front (RUF) den bewaffneten Kampf im Osten des Landes. Daraufhin verpflichtete Valentine Strasser vier Jahre später das private Sicherheits- und Militärunternehmen Executive Outcomes (EO). Gemeinsam mit den Milizen konnte EO unter Einsatz überlegener technischer Mittel wie Kampfhubschrauber die RUF schnell zurückschlagen und die wichtigsten Devisenquellen, die Diamantenminen von Koidu, zurückerobern und die dortige Zivilbevölkerung befreien. Am 16. Januar 1996 putschte sich der Verteidigungsminister und General Julius Maada Bio an die Macht. Unter Bio konnten die Bürger erstmals seit 1967 wieder frei wählen, was die RUF allerdings durch eine Terrorkampagne zu verhindern versuchte. Im November 1996 war die RUF schließlich gezwungen, in Abidjan ein Friedensabkommen mit der Regierung Kabbahs zu unterzeichnen. Kabbah kündigte diesen Vertrag jedoch im selben Jahr wieder. So wurde der Führer der größten Selbstverteidigungsmiliz, Chief Hinga Norman, unter Kabbah de facto zum Verteidigungsminister und organisierte die Milizen als Ersatzarmee unter der Sammelbezeichnung Civil Defence Forces (CDF), während er die unzuverlässige Armee massiv verkleinern wollte.
1997 ergriffen Offiziere unter Führung von Johnny Paul Koroma die Macht. Sie verbündeten sich mit RUF und machten den Staat autoritär. Die Verfassung wurde außer Kraft gesetzt und Demonstrationen sowie die Gründung von Parteien wurde verboten. Kabbah musste ins Exil in Guinea ausweichen und suchte daraufhin internationale Hilfe. Die Staatsarmee wurde mit der Terrormiliz RUF zusammengeschlossen. Schließlich griff die Westafrikanische Wirtschaftsgemeinschaft ECOWAS im März 1998 in das Kriegsgeschehen ein und konnte die gewählte Regierung mit Kabbah wieder einsetzen. Eine neue, zuverlässigere Armee entstand unter dem Kommando der ECOWAS. Zur Unterstützung versammelten sich ECOWAS-Truppen im Land, wodurch die Kämpfe zwischen CDF, Regierungsarmee, ECOWAS und Rebellen anhielten. Doch im Mai 1999 griffen Rebellen erneut die Hauptstadt Freetown an. Nach wochenlangen Kämpfen in der Stadt gewann die Organisation ECOWAS wieder die Oberhand.
Im Juli 1999 unterzeichneten RUF und Regierung in Lomé ein weiteres Friedensabkommen. Dadurch konnte die Gewalt jedoch zunächst nicht verhindert werden, die UNAMSIL-Friedensmission der Vereinten Nationen konnte die Gewalt zunächst nicht unter Kontrolle bringen. Daraufhin griffen britische Armeen in ihrer ehemaligen Kolonie ein und konnten die Situation entscheidend wenden. Zur gleichen Zeit konnte die UNAMSIL robust durchgreifen und der RUF-Führer Foday Sankoh wurde von britischen Soldaten gefangen genommen. Daraufhin konnte die Entwaffnung der Rebellen beginnen.
Das offizielle Ende des Bürgerkrieges wurde am 18. Januar 2002 verkündet, zwei Tage, nachdem die Errichtung des Sondergerichtshofs für Sierra Leone beschlossen worden war.
An der Folge des Bürgerkriegs starben unterschiedlichen Angaben zufolge zwischen 20.000 und 200.000 Menschen.

### Jüngere Geschichte

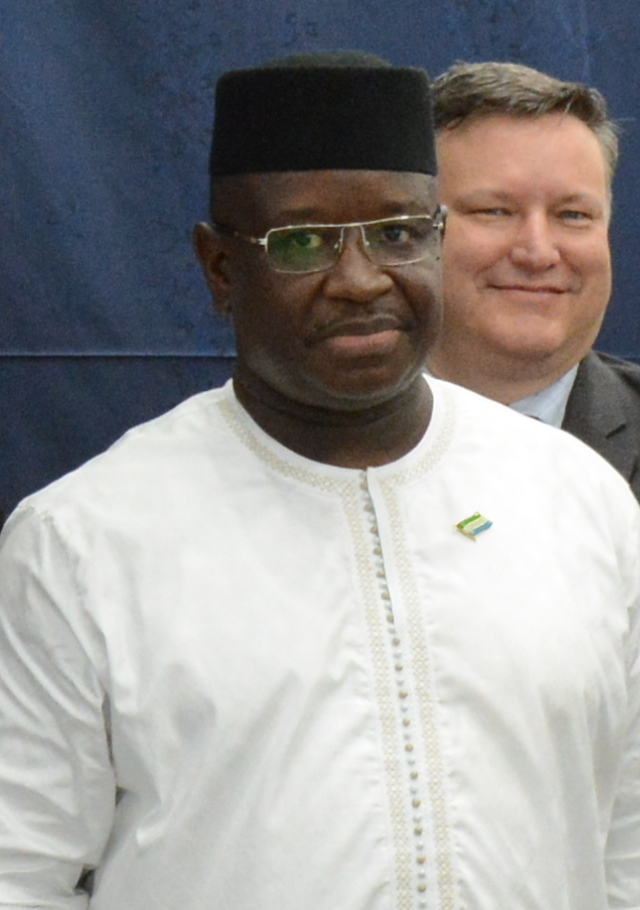
Julius Maada Bio ist seit 2018 Staatspräsident und Oberbefehlshaber von Sierra Leone

Am 18. Januar 2002 wurde im Rahmen einer Feierstunde im Nationalstadion, bei der mehrere tausend Waffen verbrannt wurden, das offizielle Ende des Rebellenkrieges verkündet – zwei Tage zuvor war ein bilateraler Vertrag zwischen Sierra Leone und den Vereinten Nationen zur Errichtung des Sondergerichtshofs für Sierra Leone unterzeichnet worden. Ein vom United Nations High Commissioner for Refugees (UNHCR) initiiertes Repatriierungsprogramm für Bürgerkriegsflüchtlinge wurde im Juli 2004 abgeschlossen. So konnten insgesamt fast 300.000 Flüchtlinge in ihre Heimat zurückkehren. 2005 zogen die UNAMSIL-Truppen ab. Stattdessen wurde das Integrierte Büro der Vereinten Nationen in Sierra Leone (UNIOSIL) geschaffen, das die Regierung unterstützen sollte und bei der Organisation der Wahlen im Jahr 2007 mithelfen sollte. Am 23. Juni 2006 wurde Sierra Leone als eines der ersten Länder vom UN-Sicherheitsrat auf die Agenda der 2005 ins Leben gerufenen Peacebuilding Commission (PBC) gesetzt.
Neuwahlen fanden am 11. August 2007 statt. Die jahrelang regierende Einheitspartei All People’s Congress (APC) ging als Sieger hervor und gewann 59 der 112 direkt gewählten Sitze im Parlament. Die bisher regierende Sierra Leone People’s Party (SLPP) gewann hingegen überraschenderweise nur 43 Sitze. Präsident Ahmad Tejan Kabbah, der 2002 die Wahlen unter UN-Aufsicht gewonnen hatte, stellte sich nicht zur Wiederwahl. Als aussichtsreicher Kandidat galt der bisherige Vizepräsident Solomon Berewa, der jedoch bei der Wahl nur 38 Prozent gewann. Sein größter Herausforderer Ernest Bai Koroma von der APC gewann hingegen 44 Prozent. Bei der Stichwahl ging Koroma als Sieger hervor und wurde am 17. September 2007 als Präsident vereidigt. Am 4. April 2018 wurde der Oppositionspolitiker Julius Maada Bio als neuer Staatspräsident vereidigt.
Zum 1. Oktober 2008 wurde UNIOSIL in das Integrierte Friedensschaffende Büro der Vereinten Nationen in Sierra Leone (UNIPSIL) umgewandelt. In der Resolution S/RES/2097/(2013) des UN-Sicherheitsrates wurde das Mandat des UNIPSIL zum letzten Mal bis nun März 2014 verlängert. Am 14. Juni 2010 sagte UN-Generalsekretär Ban Ki-Moon in Freetown: Sierra Leone represents one of the world’s most successful cases of post-conflict recovery, peacekeeping and peacebuilding. (übersetzt etwa: „Sierra Leone ist einer der weltweit erfolgreichsten Fälle für Wiederaufbau, Friedenswahrung und Friedensaufbau nach einem Konflikt.“)

## Politik

### Politisches System
Sierra Leone ist nach der Verfassung von 1991 eine Präsidialrepublik im Rahmen des Commonwealth. Staatsoberhaupt, Regierungschef und Oberbefehlshaber der Streitkräfte ist der Staatspräsident, der auf 5 Jahre direkt gewählt wird. Falls er im ersten Wahlgang die erforderliche Mehrheit von 55 Prozent verfehlt, ist ein zweiter Wahlgang mit Stichwahl erforderlich. Das Parlament von Sierra Leone besteht aus einer Kammer und hat 124 Sitze, von denen 112 Abgeordnete gleichzeitig mit dem Präsidenten alle 5 Jahre direkt gewählt werden und 12 für Stammeshäuptlinge (die sogenannten Paramount Chiefs) reserviert werden.
Die beiden einflussreichsten Parteien sind der derzeit regierende All People’s Congress (APC), die frühere Einheitspartei, sowie die Volkspartei Sierra Leones (Sierra Leone People’s Party, SLPP), die größte Oppositionspartei. Des Weiteren gibt es die ebenfalls mitregierende Volksbewegung für Demokratischen Wandel (People’s Movement for Democratic Change, PMDC), die Partei für Frieden und Befreiung (PLP), die Partei der Vereinigten Revolutionären Front (RUFP) und die Vereinigte Nationale Volkspartei (UNPP).

### Rechtssystem
Die Gesetzgebung in Sierra Leone basiert auf dem britischen Common Law. In ländlichen Gebieten mit muslimischer Mehrheit gilt teilweise auf lokaler Ebene noch die Scharia. Gleichgeschlechtliche Liebe und gleichgeschlechtlicher Geschlechtsverkehr sind für Männer verboten, werden aber kaum noch strafrechtlich verfolgt.
Die Todesstrafe bestand für schwerste Vergehen wie Mord und Landesverrat, wurde allerdings Ende Juli 2021 vom Parlament einstimmig abgeschafft.
Die Richter für die drei höchsten Gerichte werden vom Präsidenten ernannt, müssen aber vom Parlament bestätigt werden. Die Gerichte der Chiefdoms sind mit Laienrichtern besetzt. Gegen Urteile dieser Gerichte kann Berufung eingelegt werden. Der Mangel an Richtern führt immer wieder zur Ausübung von Selbstjustiz.
Die Polizei und das Ministry of Internal Affairs, Local Government and Rural Development sind für die innere Sicherheit des Landes zuständig. Allerdings kommt dort Korruption häufig vor.

### Politische Indizes
| Name des Index                     | Indexwert    | Weltweiter Rang | Interpretationshilfe | Jahr |
| ---------------------------------- | ------------ | --------------- | --- | ---- |
| Fragile States Index               | 82,6 von 120 | 45 von 179      | Stabilität des Landes: große Warnung 0 = sehr nachhaltig / 120 = sehr alarmierend Rang: 1 = fragilstes Land / 179 = stabilstes Land | 2024 |
| Demokratieindex                    | 4,32 von 10  | 102 von 167     | Hybridregime 0 = autoritäres Regime / 10 = vollständige Demokratie                                                                  | 2024 |
| Freedom in the World Index         | 60 von 100   | —               | Freiheitsstatus: teilweise frei 0 = unfrei / 100 = frei                                                                             | 2024 |
| Rangliste der Pressefreiheit       | 66,4 von 100 | 56 von 180      | Erkennbare Probleme für die Pressefreiheit 100 = gute Lage / 0 = sehr ernste Lage                                                   | 2025 |
| Korruptionswahrnehmungsindex (CPI) | 33 von 100   | 114 von 181     | 0 = sehr korrupt / 100 = sehr sauber                                                                                                | 2024 |

### Menschenrechte
Die Sicherheitslage nach den Kommunalwahlen 2009 in Sierra Leone wird von Amnesty International als stabil beschrieben und auch gibt es Erfolge bei der Bekämpfung der Korruption im Lande zu verzeichnen.
Bei gewalttätigen Auseinandersetzung zwischen den politischen Gruppen kommt es jedoch immer wieder zu schweren sexuellen Übergriffen und Vergewaltigungen. Laut einem Bericht der Menschenrechtsorganisation Amnesty International von 2010 gibt es in Sierra Leone nach wie vor sexuelle und geschlechtsspezifische Gewalt gegen Frauen. Gefährliche traditionelle Praktiken wie die weibliche Genitalverstümmelung finden weiter Anwendung. Obwohl sich einige traditionelle Führungspersönlichkeiten für die Abschaffung der Genitalverstümmelung bei Frauen aussprachen, ist sie weiterhin noch sehr weit verbreitet.
Homosexuelle werden in Sierra Leone verfolgt, gedemütigt und mit Haftstrafen bis zu lebenslanger Dauer bestraft (siehe Homosexualität in Sierra Leone). 2004 wurde die Menschenrechtsaktivistin und Leiterin der Sierra Leone Lesbian and Gay Association Fannyann Eddy ermordet in ihrem Büro aufgefunden. Im November 2013 erkannte der Europäische Gerichtshof Homosexualität als Asylgrund unter anderem für einen Mann aus Sierra Leone an, da dieser strafrechtlich verfolgt wird.

### Außenbeziehungen
Das sierra-leonische Außenministerium (englisch Ministry of Foreign Affairs and International Cooperation) ist für die Außenpolitik von Sierra Leone verantwortlich. Sierra Leone hat diplomatische Beziehungen mit China, Libyen, Iran, Kuba und allgemein gute Beziehungen mit dem Westen der Welt, einschließlich mit den Vereinigten Staaten. Außerdem hat das Land historische Beziehungen mit dem Vereinigten Königreich und anderen ehemals gehaltenen britischen Kolonien durch die Mitgliedschaft im Commonwealth of Nations. Das Vereinigte Königreich hat eine wichtige Rolle in der Geschichte Sierra Leones gespielt. Dank der Hilfe Großbritanniens konnte der blutige Bürgerkrieg beendet werden.
Der ehemalige Präsident Siaka Stevens hat schon immer engere Beziehungen mit den Nachbarländern Sierra Leones gesucht. Zusammen mit Liberia, Guinea und der Elfenbeinküste bildet Sierra Leone die Mano River Union (MRU). Sie wurde in erster Linie gegründet, um Entwicklungsprojekte durchzuführen und die regionale wirtschaftlichen Integration zwischen den vier Ländern zu fördern.

#### Beziehungen zu Deutschland
Die Bundesrepublik Deutschland hat Sierra Leone unmittelbar nach Erlangung seiner Unabhängigkeit 1961 völkerrechtlich anerkannt und eine Botschaft in Freetown eröffnet. Im Jahre 2002 besuchte der damalige Präsident Kabbah die Bundesrepublik. Im Februar 2011 reiste der damalige Präsident Ernest Koroma nach Deutschland.

### Nationale Symbole
Am 27. April 1961 wurde die Flagge mit der Unabhängigkeit von Großbritannien eingeführt. Die Flagge besteht aus horizontalen Streifen: oben grün, in der Mitte weiß und unten blau. Das Grün stellt die Natur und die Landwirtschaft, das Weiß die Einheit und die Gerechtigkeit und das Blau die Küste des Landes dar.
Der Löwe ist das Wappentier Sierra Leones. Im grünen Schildteil, der von zwei goldenen Löwen gehalten wird, befindet sich ein weiterer goldener Löwe und außerdem die drei Farben der Nationalflagge. Oben auf dem Schild sind drei Fackeln zu sehen, die die Freiheit symbolisieren.
Die zwei Löwen, die als Schildhalter fungieren, halten einen Ölpalmbaum mit vier Früchten in ihren Händen. Darunter steht auf einem weißen Band das Motto von Sierra Leone: Unity, Freedom, Justice (Einheit, Freiheit, Gerechtigkeit).
Die Nationalhymne High We Exalt Thee, Realm of the Free wurde von Clifford Nelson Fyle geschrieben und von John Akar komponiert.

### Streitkräfte
Die nach Ende des Bürgerkrieges 2002 gegründeten Sierra Leone Armed Forces sind die Streitkräfte Sierra Leones. Sie untergliedern sich in die Teilstreitkräfte Heer, Marine und Luftstreitkräfte. Die Gesamttruppenstärke beläuft sich auf etwa 13.000 Freiwillige, eine Wehrpflicht gibt es nicht. Sierra Leone gab 2017 knapp 0,7 Prozent seiner Wirtschaftsleistung oder 29 Millionen US-Dollar für seine Streitkräfte aus. Das Hauptquartier der Armee und das Verteidigungsministerium befinden sich in Freetown.

## Wirtschaft

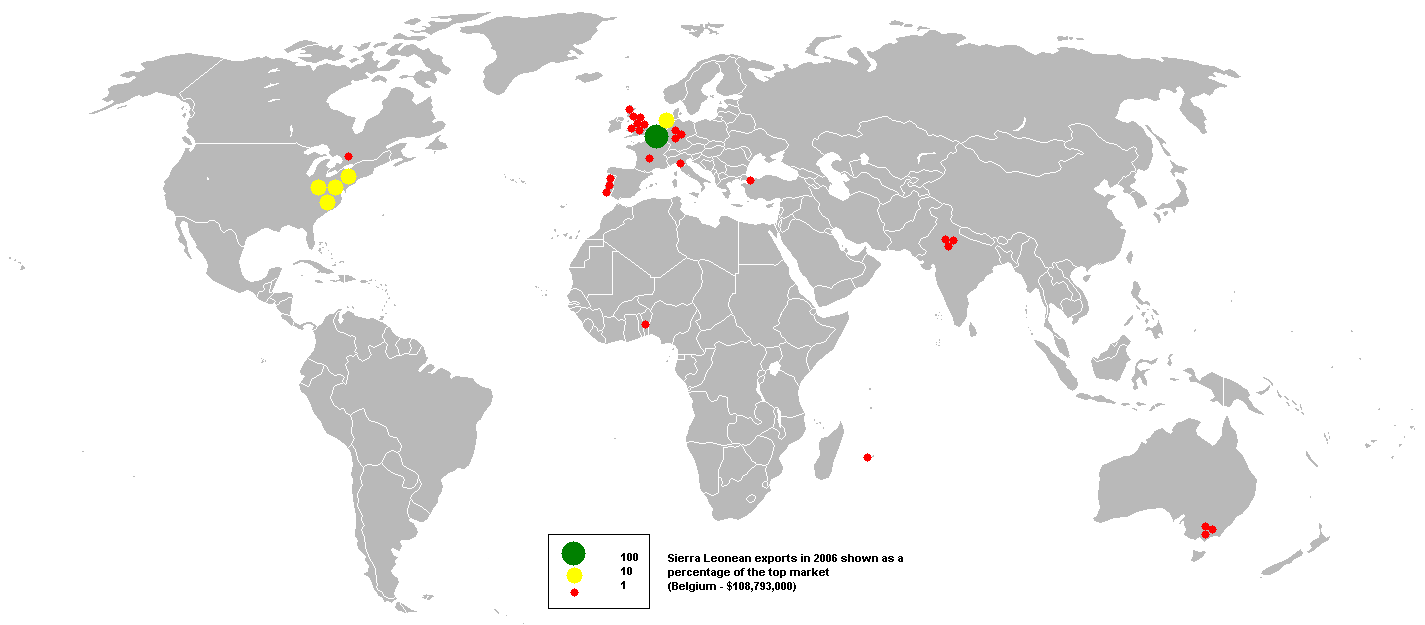
Exportziele Sierra Leones im Jahr 2006

Etwa 70 Prozent der Bevölkerung leben in extremer Armut und müssen mit weniger als einem US-Dollar am Tag auskommen. Folglich belegt die ehemalige britische Kolonie seit Jahren den letzten Platz auf der Liste des Entwicklungsprogramms der Vereinten Nationen, gleichbedeutend mit dem Status des am wenigsten entwickelten von 179 untersuchten Ländern (siehe auch Least Developed Countries). Nur 2,207 Millionen Menschen, etwa ein Drittel der Bevölkerung, sind erwerbstätig. Die Verschuldung im Ausland beträgt 1,61 Milliarden US-$. Zwei Drittel der Bevölkerung betreibt Subsistenzwirtschaft. Im Global Competitiveness Index, der die Wettbewerbsfähigkeit eines Landes misst, belegt Sierra Leone Platz 132 von 138 Ländern (Stand 2016–17). Der Index für wirtschaftliche Freiheit 2024 des Landes war der 163 höchste von 176 Ländern.

Entwicklung des Bruttoinlandsprodukts pro Kopf

Die Währung in Sierra Leone ist der Leone. Die Zentralbank des Landes, die Bank of Sierra Leone, befindet sich in der Hauptstadt Freetown. Diese gibt Münzen zu 100 und 500 Leones und Banknoten zu 500, 1000, 2000, 5000 und 10.000 Leones heraus. Die Nutzung von Kreditkarten ist begrenzt, auch wenn sie in einigen Hotels und Restaurants verwendet werden können.
2009 wurde die Sierra Leone Stock Exchange (SLSE) gegründet.
Export-Partner sind Belgien, Deutschland und die USA; Import-Partner sind Deutschland, Elfenbeinküste, das Vereinigte Königreich, die USA, China, die Niederlande und Südafrika. Sierra Leone ist Mitglied der International Cocoa Organization, der ECOWAS und der WTO. Mit den Nachbarländern Liberia und Guinea bildet das Land die Mano River Union.
| Jahr                                    | 2010   | 2015   | 2016   | 2017   | 2018   | 2019   | 2020   | 2021   | 2022   | 2023   |
| --------------------------------------- | ------ | ------ | ------ | ------ | ------ | ------ | ------ | ------ | ------ | ------ |
| BIP in Mrd. USD (Kaufkraftparität)      | 12,8   | 16,7   | 17,7   | 18,7   | 19,9   | 20,9   | 21,5   | 23,1   | 26,0   | 28,5   |
| BIP pro Kopf in USD (Kaufkraftparität)  | 1.992  | 2.331  | 2.410  | 2.496  | 2.607  | 2.676  | 2.697  | 2.832  | 3.131  | 3.360  |
| BIP-Wachstum (real)                     | 10,1 % | −3,1 % | 4,7 %  | 3,9 %  | 3,4 %  | 5,5 %  | −1,3 % | 5,9 %  | 5,3 %  | 5,7 %  |
| Inflation (in Prozent)                  | 7,2 %  | 6,7 %  | 10,9 % | 18,2 % | 16,0 % | 14,8 % | 13,4 % | 11,9 % | 27,2 % | 47,7 % |
| Staatsverschuldung (in Prozent des BIP) | 29 %   | 29 %   | 39 %   | 44 %   | 44 %   | 45 %   | 46 %   | 47 %   | 54 %   | 49 %   |

### Landwirtschaft und Fischerei

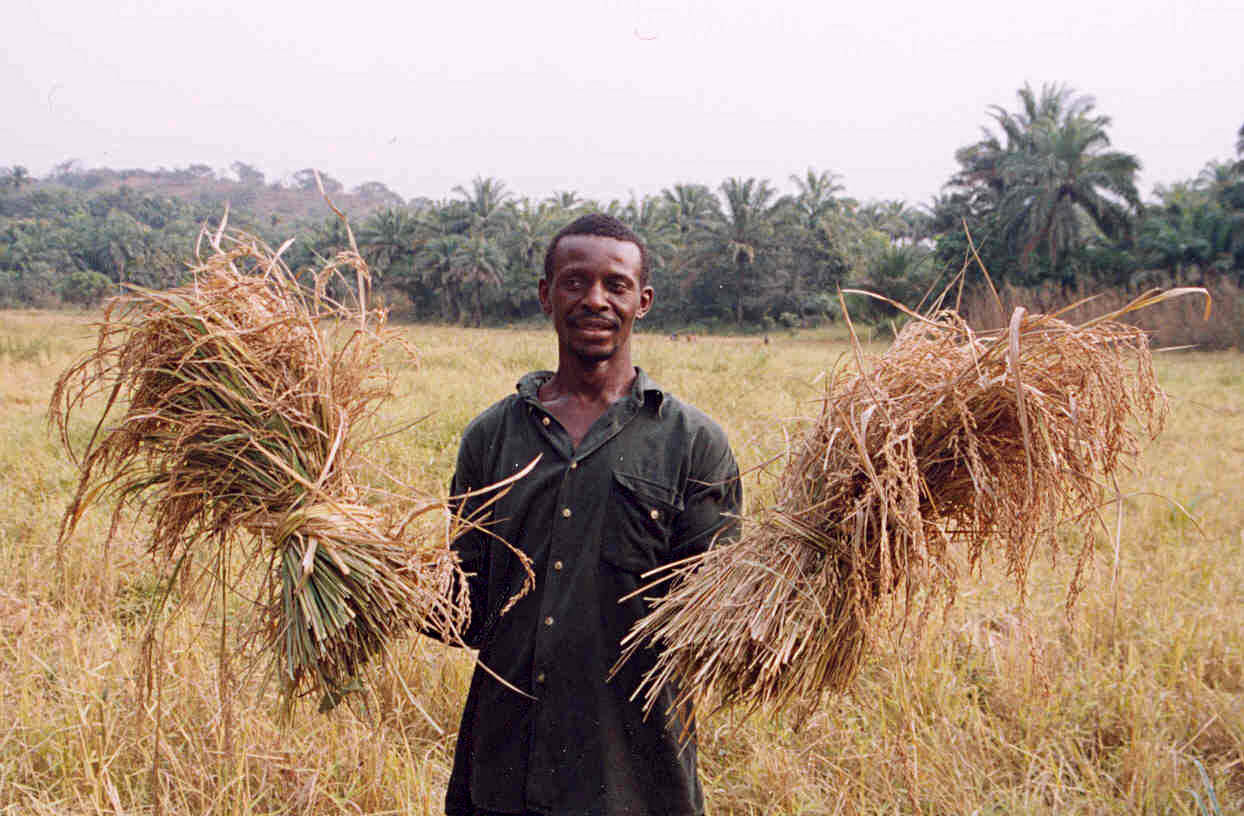
Sierra-leonischer Reisbauer mit einem Teil seiner Ernte

Für den überwiegenden Teil der Bevölkerung ist die Landwirtschaft die Existenzgrundlage. Man wendet dabei Brandrodung und Wanderhackbau an. Allerdings werden nur etwa 6 Prozent der Fläche landwirtschaftlich genutzt. Hauptsächlich wird dabei Reis, Hirse und Maniok produziert, meist für den Eigenbedarf. Für den Export sind Kaffee, Palmkerne und Kakao bestimmt. Knapp 1,3 Millionen Hektar wurden für die Landwirtschaft genutzt (Stand 2015). Hiervon wurden 871.000 Tonnen landwirtschaftliche Produkte gewonnen.
Der Fischfang nimmt wegen der noch fischreichen Küste ebenfalls eine wichtige Rolle in Sierra Leone ein. Der Fisch, vor allem Hering und Thunfisch, wird frisch oder getrocknet, beziehungsweise geräuchert, verkauft. Die Statistik der FAO geht von einem Fang von ca. 200.000 t jährlich aus. Der Fischereisektor trägt zu 10 Prozent zum BIP bei und beschäftigt rund eine halbe Million Menschen in Sierra Leone.

### Rohstoffe

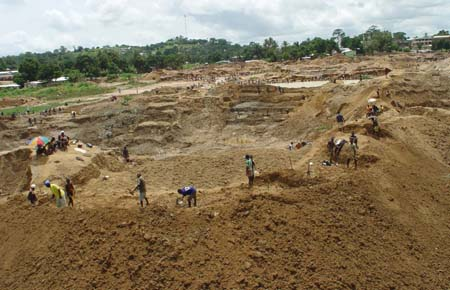
Diamantenmine im Kono-Distrikt

Das Land ist reich an Bodenschätzen wie Bauxit, Braunkohle, Chrom, Diamanten, Eisenerz, Gold, Graphit, Columbit, Mangan, Molybdän, Platin, Rutil (Titanoxid) und Rhodium. Mit dem Beginn der Rebellenübergriffe aus Liberia im Jahre 1991 kam die formelle Diamantenförderung praktisch zum Stillstand. Eisenerz wird seit 1985 wegen mangelnder Auslandsnachfrage nicht mehr gefördert. Der Export von Gold und Diamanten wird durch die hohe Schmuggeltätigkeit sehr stark beschränkt.

### Wirtschaftssektoren
| Rang | Sektor                                 | Anteil am BIP in Prozent |
| ---- | -------------------------------------- | ------------------------ |
| 1    | Landwirtschaft                         | 58,5                     |
| 2    | Sonstige Dienstleistungen              | 10,4                     |
| 3    | Handel und Tourismus                   | 9,4                      |
| 4    | Groß- und Einzelhandel                 | 9,0                      |
| 5    | Bergbau                                | 4,5                      |
| 6    | öffentlicher Dienst                    | 4,0                      |
| 7    | Fertigungswirtschaft und Kunsthandwerk | 2,0                      |
| 8    | Bau                                    | 1,7                      |
| 9    | Strom und Wasser                       | 0,4                      |

### Staatshaushalt
Der Staatshaushalt umfasste im Jahr 2016 Ausgaben von umgerechnet 739 Mio. US-Dollar, dem standen Einnahmen von umgerechnet 558 Mio. US-Dollar gegenüber. Daraus ergibt sich ein Haushaltsdefizit in Höhe von 4,5 Prozent des BIP.

Die Staatsverschuldung betrug 2006 1,6 Mrd. US-Dollar oder 125,0 Prozent des BIP, seitdem wurden Sierra Leone große Teile der Staatsschulden erlassen. 2016 betrug die Staatsverschuldung 53,4 % der BIP.
2010 betrug der Anteil der Staatsausgaben (in Prozent des BIP) folgender Bereiche:
- Gesundheit:[95] 11,1 Prozent
- Bildung:[1] 3,8 Prozent (2005)
- Militär:[1] 2,3 Prozent

## Infrastruktur

### Verkehr
In Sierra Leone besteht Rechtsverkehr. Es gibt 11.300 Kilometer Straßen, von denen 1234 Kilometer (etwa elf Prozent) asphaltiert sind. Der Zustand der Straßen entspricht zu einem großen Teil nicht westlichen Standards. Die kaum ausgebaute Infrastruktur der Straßen behindert zudem den Handel außerhalb der größeren Städte. So sind während der Regenzeit viele Straßen unpassierbar, was die Erreichbarkeit ländlicher Gebiete erschwert.
Neben dem Internationalen Flughafen Lunghi bei Freetown verfügt Sierra Leone über weitere Landeplätze. Am 22. März 2006 ordnete die Europäische Kommission durch Verordnung ein Betriebsverbot in der Europäischen Union für sämtliche in Sierra Leone registrierten Fluggesellschaften an, das bis heute wirksam ist (Stand 2021). Aus Sicht der Kommission verfügt Sierra Leone über kein angemessenes System zur Beaufsichtigung seiner Luftfahrtunternehmen oder deren Luftfahrzeuge und nicht über die technische Kapazität oder die Mittel zur Durchführung dieser Aufgabe. Die Fluggesellschaften des Landes haben ihren Betrieb nach und nach eingestellt. Zum Ende des Jahres 2021 verfügt Sierra Leone über keine aktive Fluggesellschaft mehr. Die Flughäfen werden von ausländischen Airlines angeflogen.
Im September 2014 hatten viele Städte Sierra Leones, einschließlich Kailahun, Kenema, Bombali, Tonkolili und Port Loko, Reisebeschränkungen, die auf die Ebola-Epidemie zurückzuführen sind.
Der öffentliche Schienenverkehr in Sierra Leone wurde 1974 eingestellt und beschränkt sich derzeit auf ein privates Schienennetz von 120 Kilometern Länge.
Sierra Leone verfügt außerdem über circa 800 Kilometer schiffbare Wasserwege. Zu den wichtigsten Häfen gehören der Hafen Freetown und Hafen Pepel.

### Energie
Im Jahr 2005 wurden 250 Millionen kWh elektrische Energie erzeugt, wobei die Erzeugung 20 Jahre stagnierte. Die Energie stammte damals zur Gänze aus Wärmekraftwerken. Die Infrastruktur wurde während des Bürgerkrieges beschädigt und der Neubau verzögert. Die Regierung suchte Möglichkeiten, die Infrastruktur mit Hilfe der internationalen Gemeinschaft wieder aufzubauen; eine durchgängige öffentliche Stromversorgung war, nach jahrelanger Elektrizitätskrise, erst seit Weihnachten 2007 offiziell in Freetown sichergestellt, wurde jedoch praktisch maximal 4 Stunden am Tag zur Verfügung gestellt. Ende 2009 wurde nach mehr als 30 Jahren der Planung und des Baus der Bumbuna-Stausee und das entsprechende Wasserkraftwerk mit einer Leistung von insgesamt 50 Megawatt fertiggestellt.
2021 hatten 27,5 Prozent der Bevölkerung Zugang zu Elektrizität (2010: 11,5 %, 2015: 19,7 %). Bis 2030 soll dieser Anteil auf 30 Prozent gesteigert werden. Hierzu ist das Wasserkraftprojekt Bumbuna II mit einer Kapazität von 143 Megawatt geplant. 2015 betrug die installierte Kapazität in Sierra Leone etwa 100 Megawatt.
In der Nähe der Hauptstadt Freetown sollte mit sechs Megawatt (MW) Leistung Westafrikas größter Solarpark entstehen. Tatsächlich ging erst 2022 der erste Solarpark in Betrieb; er liegt bei Yamandu und hat eine installierte Leistung von 5 MW. Solarenergie spielt auch zur Beleuchtung von Straßen, zum Beispiel in Koindu, eine zunehmend größere Rolle.

## Kultur

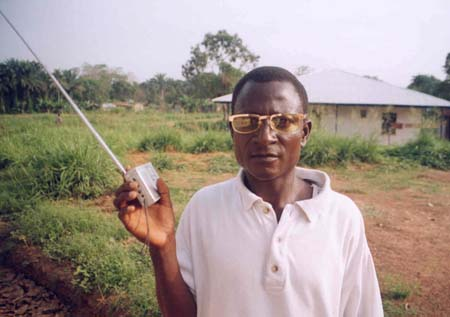
Radiohörer in Sierra Leone

### Medien
Die Nichtregierungsorganisation Reporter ohne Grenzen sieht in Sierra Leone erkennbare Probleme für die Pressefreiheit.
In den 1980er Jahren wurde ein fast landesweites Fernsehnetz durch die europäische Entwicklungshilfe aufgebaut. Das Studio hierfür befand sich in Freetown, die Verteilung erfolgte über Relaisstellen. Das Fernsehnetz konnte sich jedoch nicht lange halten und wurde bereits wenige Jahre darauf wieder abgeschaltet. Die nationale Telefongesellschaft wurde bis 1988 von der britischen Cable & Wireless unterstützt, ab 1989 erfolgte eine Unterstützung und Durchführung von Restrukturierungsmaßnahmen durch die Deutsche Telekom.
Ein weiteres wichtiges Medium, das sowohl in den Städten als auch in den Dörfern eine essentielle Rolle spielt, ist das Radio, welches speziell nach dem Bürgerkrieg an Bedeutung gewann.
Im Jahr 2022 nutzten 30,4 Prozent der Einwohner Sierra Leones das Internet.

### Kunst

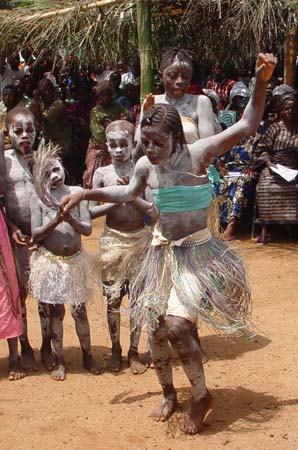
Koindu Tanz in Sierra Leone

Kunst in Sierra Leone hat eine lange Tradition des Schnitzens und zeremonieller Arbeiten wie Masken und Tücher. Sie ist eine Mischung aus traditionellen und hybriden afrikanischen und westlichen Stilen.

### Musik
In Bars sind immer wieder Auftritte von bekannten Musikern zu sehen. Die bekannten Refugee All Stars spielen regelmäßig auf internationalen Festivals und in sierra-leonischen Clubs. Beginnend mit Friedenskonzerten entstand in Sierra Leone eine sehr lebendige Musikszene. So wurden in den Jahren nach dem Krieg in den Radios überwiegend sierra-leonische Musik gespielt. Mittlerweile wird wieder mehr internationale Popmusik gespielt, was auch auf die neuen sierra-leonischen Copyright-Gesetze zurückzuführen ist.

### Film und Tanz

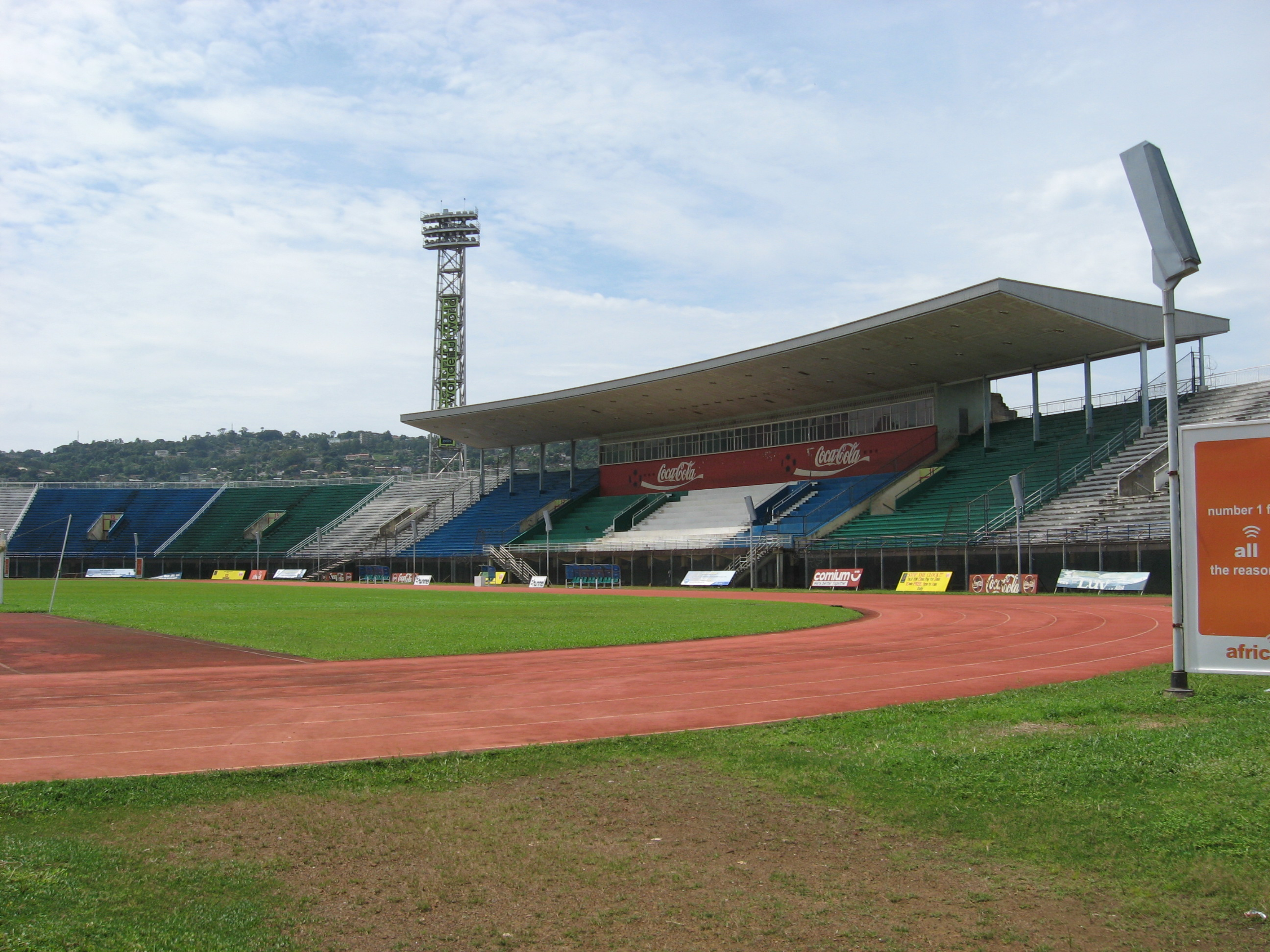
Nationalstadion Sierra Leones

In sierra-leonischen Kinos werden hauptsächlich Übertragungen von Fußballspielen und Nollywood-Filme gezeigt. Angelehnt an die aus Nigeria stammenden Nollywood gibt es erste in Sierra Leone produzierte Sollywood-Filme. 2012 fand das Sierra Leone International Film Festival statt. Eine nationale Tanztruppe wurde 1963 von John Akar gegründet.
Ein herausragendes Merkmal des kulturellen Lebens in Sierra Leone ist der Tanz. Es gibt sehr viele Theatergruppen im ganzen Land verteilt. Neben Unterhaltung und traditionellen Inhalten beschäftigen sich die Texte auch mit der Vermittlung von Wissen, Gesundheitsaufklärung und mit der Friedenssicherung. Besonders bekannt sind die Freetong Players.

### Küche
Reis ist das Grundnahrungsmittel in Sierra Leone und wird dort praktisch jeden Tag gegessen. Eintöpfe sind ebenfalls ein wesentlicher Bestandteil und werden auch als Nationalgericht bezeichnet. Solche Eintöpfe bestehen aus Hühnerfleisch, gebratenem Fisch und Gemüse, die mit Cashewnüssen und Erdnüssen gewürzt werden. Alternativ können in den Eintopf Cassava-Blätter, die zunächst gewaschen und vor dem Kochen fein zerkleinert werden, hineingetan werden. Um dem Ganzen einen exquisiten Geschmack zu verleihen, wird Kokosöl anstelle von Palmöl verwendet.
Ingwerbier ist in Sierra Leone ein typisches Getränk. Es wird in der Regel selbstgebraut und mit reinem Ingwer und gesüßtem Zucker abgeschmeckt. Gelegentlich werden Nelken oder Limetten für den Geschmack hinzugefügt.

### Sport
Fußball ist mit Abstand die beliebteste Sportart in Sierra Leone. Die sierra-leonische Fußballnationalmannschaft, im Volksmund bekannt als die Leone Stars, vertritt das Land in internationalen Wettbewerben. Sie hat sich noch nie für eine Weltmeisterschaft qualifiziert, nahm aber 1994 und 1996 an der Fußball-Afrikameisterschaft teil. Im Jahr 2009 erlangte das U-19-Team von Sierra Leone den zweiten Platz in der afrikanischen U-19-Meisterschaft in Sambia. Die meisten Fußballer der Nationalmannschaft üben ihren Berufsfußball in der landeseigenen Sierra Leone Premier League aus, einige spielen auch für Teams in Europa. Auch Rugby Union wird in Sierra Leone, organisiert durch die Sierra Leone National Rugby Association gespielt. In der Vergangenheit stellte Sierra Leone zusammen mit Gambia, Ghana und Nigeria Spieler für die westafrikanische Cricket-Nationalmannschaft zur Verfügung. Seit 2002 wird das Land von seiner eigenen Nationalmannschaft vertreten, qualifizierte sich jedoch noch nicht für ein internationales Cricketturnier.